# Alex Raphael Meschini
Alexandre Raphael Meschini, mais conhecido como Alex (Cornélio Procópio, 25 de março de 1982) é um ex-futebolista brasileiro que atuava como meia Desde agosto de 2023, trabalha como comentarista do programa Troca de Passes, do canal SporTV .
Dono de um forte chute com a perna esquerda e grande visão de jogo, Alex destacou-se na equipe do Internacional campeã da Libertadores de 2006 e do Mundial de Clubes do mesmo ano, além da Copa sul-americana de 2008. Também teve uma bela passagem pelo Corinthians onde se sagrou campeão pela equipe paulista duas vezes, uma pelo Campeonato Brasileiro de 2011 e na Libertadores de 2012 campanha que foi tida como histórica e que tem enorme destaque de Alex, um dos principais jogadores daquela campanha. Sua especialidade sempre foi o chute de fora da área.
Fez parte da comissão técnica do Corinthians durante dois anos, até fevereiro de 2023.

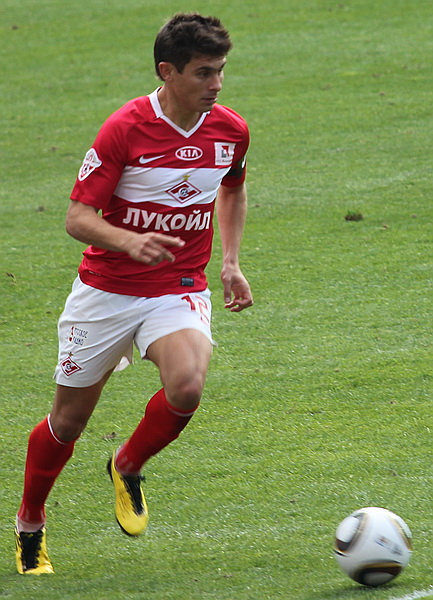
Alex pelo Spartak Moscou, preparando um chute de fora da área, sua especialidade.

## Biografia
Oriundo de família de agricultores de origem italiana, com apenas um ano de idade sua família mudou-se para Itambé, e com sete anos, mudaram-se para Santa Amélia, onde Alex passou boa parte de sua infância. Alex começou a jogar futebol muito cedo, ainda em Santa Amélia, disputava Campeonatos Regionais Estudantis de Futsal defendendo sua cidade.
Na década de 1990, sua família mudou-se para Campinas, no interior de São Paulo. Ainda adolescente, chegou a ser rejeitado em uma peneira, no Corinthians, mas não desistiu do seu sonho de ser jogador profissional de futebol. Em uma outra oportunidade, no SESI em Campinas, Anthony Langa o levou para jogar no Primavera de Indaiatuba, foi o início de sua carreira.

### Início de carreira
No Primavera de Indaiatuba, Lucas Zollinger (melhor jogador na época) fez sua primeira partida contra o Capivari, na sequência, Alex foi para o Guarani. Do Guarani, foi enviado ao Pirassununguense, que era praticamente uma filial do clube, onde disputou a Taça São Paulo de Juniores de 2000. Ficou no clube até 2001, quando foi enviado de volta ao Guarani.
No Bugre, fez sua primeira partida profissional em 2003, contra a União Barbarense, chegou a atuar na lateral-esquerda no Campeonato Brasileiro de 2003 e depois passou para a meia, onde se destacou. Neste período, disputou 54 partidas, marcando 7 gols.

### Internacional
Em 10 de março de 2004, com apenas 21 anos de idade, transferiu-se para o Internacional. Em agosto de 2004, sofreu lesão no tornozelo esquerdo, ficou vários meses longe dos gramados. Neste período, de 2004 a 2005, Alex não conseguiu se firmar entre os titulares devido a seguidas lesões, na campanha do Campeonato Gaúcho de 2005, do qual o Inter sagrou-se campeão, Alex participou em apenas 2 jogos. No total, foram seis lesões.
No início da temporada de 2006, o Internacional se preparava para a disputa de mais uma Libertadores, campeonato até então, nunca conquistado pelo clube. Em conversa com o presidente Fernando Carvalho, Alex sentia-se em débito com o clube, pelo alto investimento e pouco rendimento do jogador.
| “ | Com a confiança e o crédito dados pelo presidente, prometi que daria retorno assim que estivesse em condições. | ” |

Sofrendo com lesão no púbis, Alex não foi inscrito na primeira fase da Libertadores 2006. Após recuperação, Alex disputou sua primeira partida na temporada no dia 18 de março, em uma vitória por 1x0 diante do Novo Hamburgo. Alex foi escolhido como melhor em campo, em votação feita pelo site oficial do clube. Para a segunda fase da Libertadores, Alex acabou inscrito, tendo oportunidade como titular, na vitória do Inter sobre o Nacional em Montevidéu por 2x1. A partir dai, Alex começou a se firmar como titular, sendo jogador fundamental para esquema tático do técnico Abel Braga.
Nas semifinais, contra o Libertad do Paraguai, o primeiro jogo em Assunção acabou 0x0. No segundo jogo em Porto Alegre, 2x0 para o Inter, Alex marcou, e ajudou o time a conseguir tão esperada vaga na final da Libertadores 2006. Na final, Alex ajudaria o inter a derrotar o São Paulo e sagrar-se campeão da Libertadores pela primeira vez em sua história.
| “ | Me tornei vencedor e bem contente com esta volta por cima. Foram dificuldades que superei com persistência. Se não tiver uma estrutura e não correr atrás dos seus objetivos, se torna cada vez mais difícil. | ” |

No final do ano, Alex lesionou-se mais uma vez, nas vésperas do Mundial de Clubes, mas conseguiu a recuperação e teve participação importante no elenco do Internacional que venceu a Copa do Mundo de Clubes, contra o FC Barcelona. Em 2007, visando uma vaga na Seleção Brasileira, retornou à lateral, mas não teve muito sucesso. Naquele ano, conquistou a Recopa Sul-Americana de 2007 contra o Pachuca do México. O ano de 2008 foi o de sua afirmação. Atuando mais avançado e formando dupla de ataque com Nilmar, foi o artilheiro do Campeonato Gaúcho com treze gols, e eleito o craque da competição. No Campeonato Brasileiro e na Copa Sul-Americana do mesmo ano foi um dos principais jogadores do elenco do Colorado. No início de 2009, o clube anunciou a saída do jogador.

### Spartak Moscou

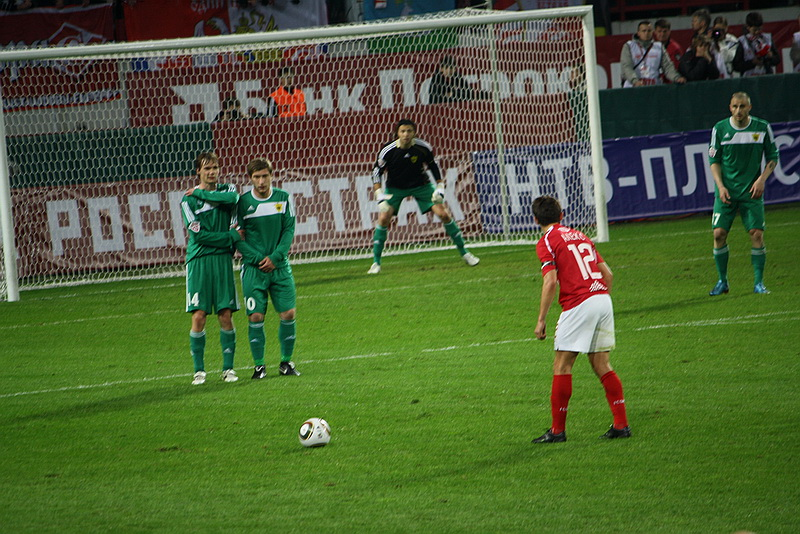
Alex em cobrança de falta pelo Spartak Moscou.

No dia 20 de fevereiro de 2009, Alex acertou sua transferência do Internacional para o Spartak Moscou, por 5 milhões de euros (aproximadamente 14 milhões de reais).Um dos principais motivos para sua saída foi o fato de possuir um projeto particular de atuar na Europa antes dos 30 anos.
No Spartak, chegou com uma vaga na equipe titular para disputa do título. Sua estreia foi contra o Zenit na primeira rodada, e em seu terceiro jogo marcou seu primeiro gol contra o Spartak Nalchik realizando uma ótima temporada na segunda colocação e com 29 jogos e 12 gols. Na temporada de 2010 disputou a Liga dos Campeões 2010/11 eliminado na primeira fase em um ano não tão bom para o Spartak. Após apenas um ano e meio no clube, em agosto de 2010, assumiu a faixa de capitão da equipe. Pouco tempo depois, clubes brasileiros, como Internacional e Corinthians, já demonstravam interesse a contratá-lo para voltar ao Brasil.

### Corinthians
Desde o final de 2010 o Corinthians vinha tentando a contratação do jogador, tentou por empréstimo, mas as negociações não se concretizaram, clube e jogador negavam qualquer acerto. Finalmente no dia 13 de maio de 2011, o Spartak oficializou o acerto com o Corinthians para a transferência de Alex. Quatro dias depois, em 17 de maio, foi apresentado pelo clube paulista.
| “ | O nome Corinthians te leva a lugares inesperados e te ajuda a conquistar alguns objetivos grandiosos. | ” |

Alex seguiu treinando com os jogadores do elenco, mas não pode estrear por não estar inscrito no Campeonato Brasileiro. Após pressão do clube a CBF, a janela finalmente foi antecipada para o dia 18 de junho, e o jogador finalmente pode estrear, mais de um mês após sua contratação. Sua estreia pelo Corinthians aconteceu numa vitória por 1x0 sobre o Bahia, em 29 de junho, no Estádio de Pituaçu. Seu primeiro gol foi em uma cobrança de pênalti, no dia 7 de agosto de 2011, em um empate por 1x1 contra o Atlético Paranaense, no estádio Arena da Baixada. No dia 18 de setembro, durante partida entre Corinthians e Santos, Alex bateu a cabeça no joelho do lateral Danilo do Santos, desmaiou em campo e sofreu convulsão, o lance causou preocupação, a primeira vista parecia algo mais grave. O jogador foi levado imediatamente ao Hospital São Luiz, Zona Sul de São Paulo. Alex passou por uma tomografia computadorizada, que não registrou nenhum dano, e o jogador foi liberado. O jogo terminou 1x3 a favor do Santos.
Em 25 de setembro, Alex deu passe para o gol de Emerson Sheik aos 13 minutos do segundo tempo, partida que acabou com uma vitória do Corinthians por 1x0 sobre o Bahia. A essa altura do campeonato, Alex vinha sendo um jogador fundamental para o clube. No dia 02 de outubro, o Corinthians entrava em campo em São Januário contra o Vasco, líder do Campeonato Brasileiro na época. Alex marcou seu 4° gol com a camisa do clube, e ajudou o Corinthians segurar um empate por 2x2. Mesmo com a boa fase, Alex reconheceu que ainda estava em débito com o clube, e como era diferente a pressão, a cobrança e o julgamento da torcida do Corinthians. Chegou a ser vaiado por torcedores no Pacaembu, mas estava feliz com a cobrança.
No dia 9 de outubro, o Corinthians entrava em campo contra o Atlético Goianiense no estádio do Pacaembu, com a perna direita que não é seu forte, Alex marcou seu 5° gol com a camisa do clube, e ajuda o Corinthians a voltar a liderança do campeonato. O jogo terminou 3x0 a favor do do Corinthians. Aos 35 minutos, Alex foi substituído para a estreia de Adriano. No dia 23 de outubro de 2011, Alex entrava em campo novamente, desta vez, contra o seu ex-clube, o Sport Club Internacional, no Estádio Beira-Rio em Porto Alegre. Alex, prometeu não comemorar, em respeito ao clube em que tornou-se ídolo. O Internacional vencia a partida por 1 a 0, quando aos 43 minutos do segundo tempo, Alex sofreu falta, derrubado pelo seu ex-companheiro D’Alessandro, que foi expulso no lance. Alex cobrou a falta com perfeição, e marcou o gol que garantiu o empate, sendo este seu último gol na temporada.
Na partida seguinte, contra o Avaí Futebol Clube, no dia 30 de outubro, Alex ficou de fora, com fortes dores musculares na coxa esquerda, o meia foi vetado pelo departamento médico. Alex voltaria a campo somente no dia 20 de novembro, contra o Atlético Mineiro no Pacaembu. No dia 27 de novembro contra o Figueirense, Alex voltaria a ser decisivo em campo, na penúltima partida do Campeonato Brasileiro de 2011, em Santa Catarina no estádio Orlando Scarpelli, Alex deu passe com precisão para o cabeceio de Liédson, o Corinthians vencia o partida por 1 a 0, e ao mesmo tempo no Rio de Janeiro, o Vasco empatava com o Fluminense por 1 a 1, combinação de resultados que daria título antecipado ao Corinthians. A partida contra o Figueirense em Florianópolis acabou, e no Rio, a partida entre Vasco e Fluminense seguia 1 a 1, mas nos últimos minutos de jogo, o Vasco marcou seu segundo gol, venceu a partida por 2 a 1, deixando a decisão do título para a última rodada. Alex assistiu através de um televisor, os minutos finais da partida no Rio, foi o último jogador a deixar o campo em Santa Catarina.
No dia 3 de dezembro de 2011, o Corinthians precisava apenas de um empate para sagrar-se Campeão Brasileiro de 2011, Alex entrou em campo pela última vez no ano. A partida terminou 0 a 0 no Estádio do Pacaembu, e finalmente o tão esperado título veio. Alex terminou o ano com 28 partidas disputadas, e 6 gols marcados com a camisa do Corinthians.
Na temporada 2012, pelo Paulistão 2012, Alex ajudou o Corinthians a ser líder, mas a equipe foi eliminada nas quartas-de-final para a Ponte Preta onde ele deixou um gol. Na Libertadores ajudou a equipe a fazer a segunda melhor campanha geral da primeira fase e a ser líder do grupo, com boas assistências e passes. Em 9 de maio de 2012, na partida contra o Emelec pelas oitavas de final da Libertadores 2012 onde o Corinthians venceu por 3 x 0 e se classificou para as quartas, Alex anotou um gol na partida.
No dia 4 de julho de 2012, Alex foi campeão da Copa Libertadores pelo Corinthians, em um jogo emocionante e se torna bicampeão da Libertadores, sendo campeão também pelo Internacional.

### Al-Gharafa

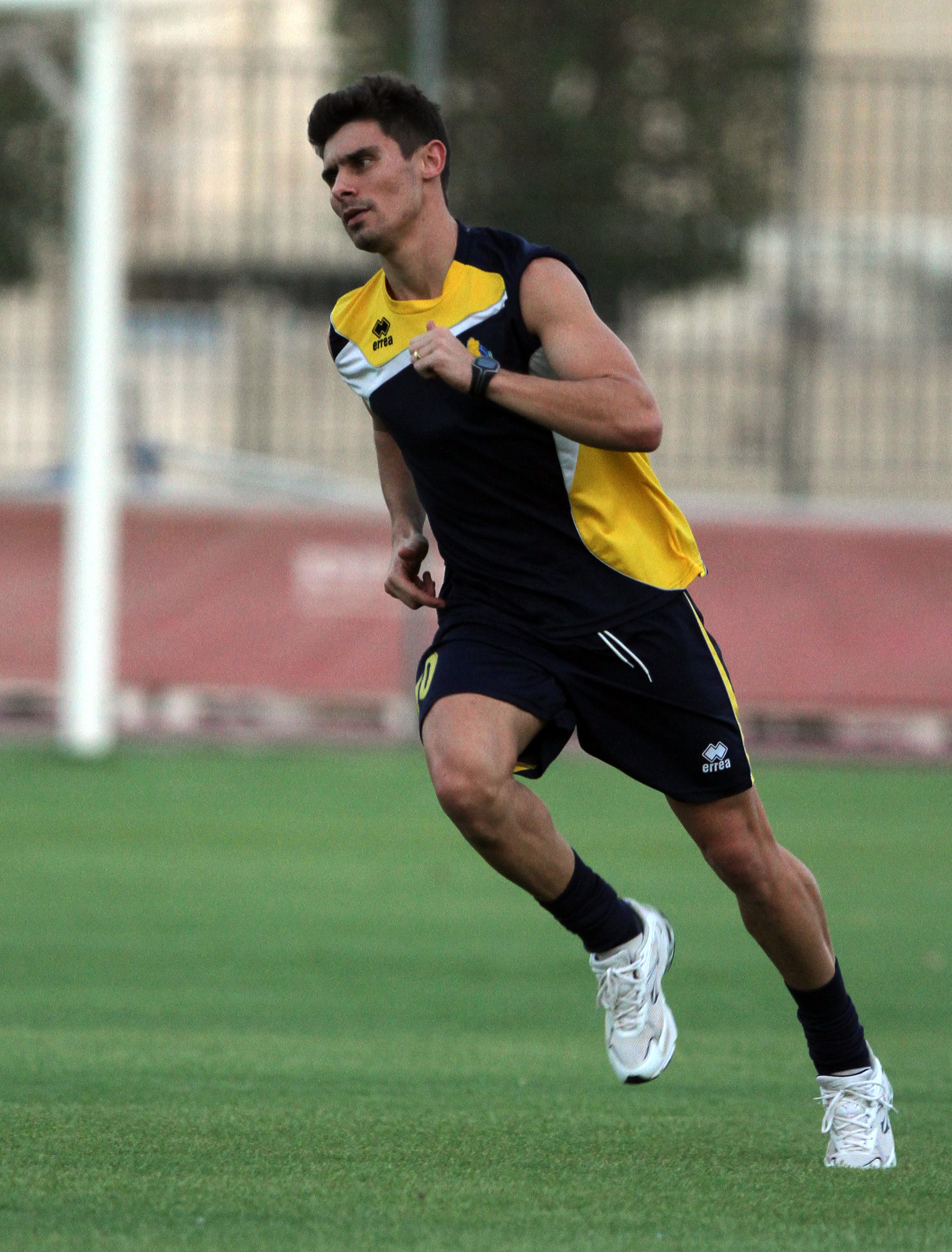
Alex em treino pelo Al-Gharafa.

O Corinthians recebeu uma proposta por Alex, do Al-Gharafa do Catar, mas não satisfeita a diretoria do Corinthians fez uma contraproposta e ficou no aguardo do clube Catariano. Na manhã do dia 16 de Julho de 2012 o Corinthians anunciou a transferência do Alex para o futebol Catariano, clube onde Diego Tardelli jogou, por R$ 13,5 milhões.

### Volta ao Internacional
Em julho de 2013 retornou ao Internacional contratado até 2015. Permaneceu até 10 de janeiro de 2017 quando ambas as partes concordaram em rescindir o contrato.

### Seleção Brasileira
Em outubro de 2008, Alex foi convocado para a Seleção Brasileira para disputar as partidas contra a Venezuela e Colômbia pelas eliminatórias da Copa do Mundo de 2010, para o lugar do lesionado Júlio Baptista. Foi a primeira convocação do jogador para a seleção nacional. Posteriormente, foi convocado também para o amistoso contra Portugal, disputado em 19 de novembro de 2008.
Em 24 de setembro de 2009, depois de se firmar no time do Spartak Moscou, Alex voltou a ser convocado, agora novamente para partidas das eliminatórias, contra Bolívia e Venezuela. No entanto, acabou ficando de fora da Copa do Mundo, realizada na África do Sul no ano seguinte.
|    | Data                   | Local                    | Adversário | Placar | Estádio                  | Competição                                  |
| -- | ---------------------- | ------------------------ | ---------- | ------ | ------------------------ | ------------------------------------------- |
| 1. | 12 de outubro de 2008  | San Cristóbal, Venezuela | Venezuela  | 4–0    | Estádio Pueblo Nuevo     | Eliminatórias da Copa do Mundo FIFA de 2010 |
| 2. | 19 de novembro de 2008 | Gama, Brasil             | Portugal   | 6–2    | Bezerrão                 | Amistoso                                    |
| 3. | 11 de outubro de 2009  | La Paz, Bolívia          | Bolívia    | 1–2    | Estádio Hernando Siles   | Eliminatórias da Copa do Mundo FIFA de 2010 |
| 4. | 14 de outubro de 2009  | Campo Grande, Brasil     | Venezuela  | 0–0    | Estádio Pedro Pedrossian | Eliminatórias da Copa do Mundo FIFA de 2010 |

## Títulos
Internacional
- Campeonato Gaúcho: 2004, 2005, 2008, 2014, 2015, 2016
- Copa Libertadores da América: 2006
- Copa do Mundo de Clubes da FIFA: 2006
- Recopa Sul-Americana: 2007
- Copa Dubai: 2008
- Copa Sul-Americana: 2008
- Recopa Gaúcha: 2016

Corinthians
- Campeonato Brasileiro: 2011
- Copa Libertadores da América: 2012

### Prêmios Individuais
- Melhor Jogador do Campeonato Gaúcho: 2008
- Prêmio Craque do Brasileirão: 2008
- Equipe Ideal da América do Sul: 2008
- Troféu Mesa Redonda do Brasileirão: 2011

### Artilharias
- Campeonato Gaúcho: 2008 (13 gols)
- Copa Sul-Americana: 2008 (5 gols)